# Crokinole
Crokinole è un gioco da tavolo astratto di destrezza, simile a pitchnut, carrom e shove ha'penny, con elementi di shuffleboard e curling riportati in piccola scala. I giocatori a turno lanciano i propri dischetti su una plancia circolare, tentando di farli arrivare nelle zone di maggior punteggio e di eliminare al contempo i dischetti avversari.